# ذا نيو ريببلك
ذا نيو ريببلك (وبالإنجليزية: The New Republic ، واختصارها (TNR)) هي مجلة أمريكية موضوعاتها تهتم بالسياسة والفنون. تصدر المجلة بشكل نصف شهري ولها رواج في حدود 50,000. بشكل عام اتجاه المجلة يساري معتدل ويدعم الأفكار التحررية في القضايا الاجتماعية والاقتصادية.
تنشر المجلة مقالتها عبر موقعها الإلكتروني، تتناول تحليلات، وتقارير مطولة، أيضا تدوينات لكتابها، بعض المقالات غير متاحة للقراءة بدون اشتراك.
بالإضافة إلى مراجعات لكتب صدرت حديثنا ذات مواضيع مختلفة متعلقة بالاقتصاد، السياسية، التاريخ، والفنون.

## روابط خارجية
- ذا نيو ريببلك على موقع الموسوعة البريطانية (الإنجليزية)
- ذا نيو ريببلك على موقع روتن توميتوز (الإنجليزية)